# Herb Portugalii

Mały herb Portugalii

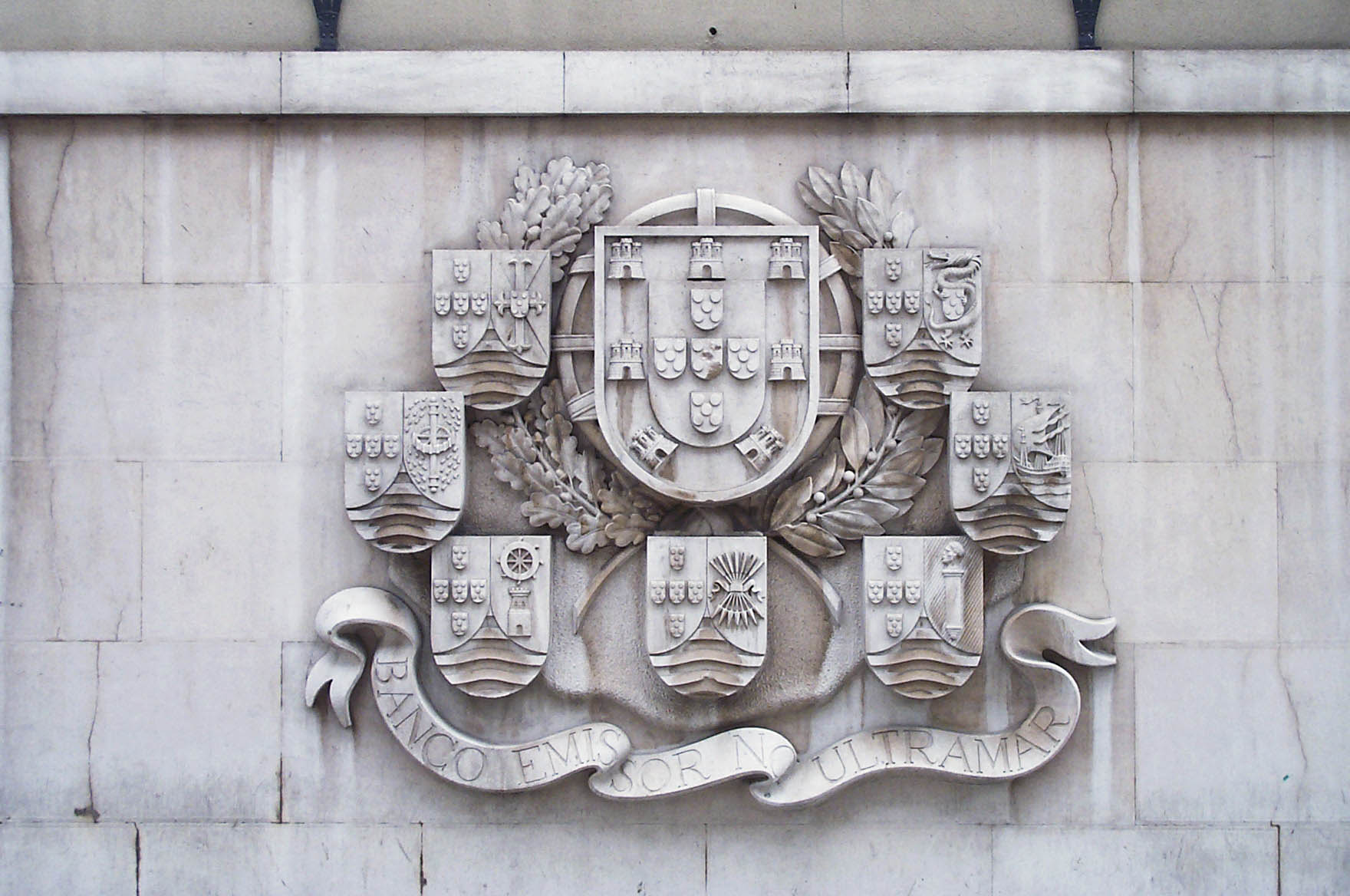
Wielki herb Portugalii z herbami kolonii wokół czyli (od prawej (heraldycznej) góry): Timor, Wyspy Świętego Tomasza i Książęca, Indie, Mozambik, Gwinea Bissau, Wyspy Zielonego Przylądka i Makau

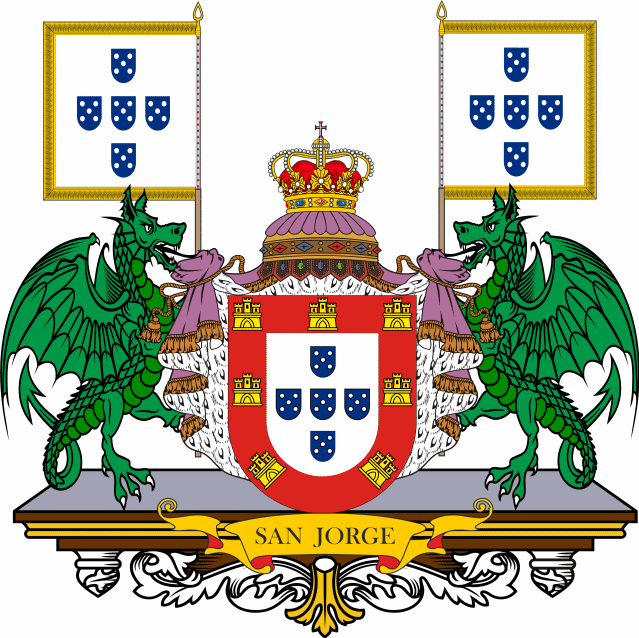
Herb Królestwa Portugalii

Herb Portugalii z 1247

Herb Portugalii jest wynikiem historycznej ewolucji. Niebieski krzyż na srebrnej tarczy był herbem pierwszego króla Alfonsa Zdobywcy (I poł. XII w.). Gdy został on królem Portugalii, w herbie zamieścił dodatkowo srebrne koła, które podkreślały jego prawo do bicia monet. Jego syn, król Sancho I, zamienił krzyż na pięć niebieskich tarcz ze srebrnymi kołami. Zgodnie z portugalską legendą oznaczają one pięć klęsk, jakie zadał jego ojciec Maurom. Inni dodają, że pięć srebrnych kół umieszczonych w każdej tarczy oznacza pięć ran Chrystusa, które  dodał Alfons I po decydującej bitwie pod Ourique; jemu to przed bitwą miał ukazać się ukrzyżowany Chrystus, który mógł umocnić jego wiarę w zwycięstwo nad przeważającymi siłami wojsk islamskich. Liczba kół zsumowanych w pionie i poziomie może także oznaczać 30 judaszowych srebrników. Wariant tej legendy opisuje Luís de Camões w swoim eposie, Luzjadach:

Wionął chłód ranny — weszła jutrznia chyża, 

Gwiazdy powoli gasły na błękicie,

Gdy Syn Maryi przybity do krzyża 

Błysł przed Alfonsem nowe budząc życie. 

Alfons padł na twarz, w prochu się uniża 

I płonąc wiarą tak woła w zachwycie:

— Niewiernym, Panie, cuda Twe przystoją,

Ja — i tak wierzę w istność i moc Twoją. —

Na wieść o cudzie zapał w wojsku rośnie, 

Zapał ogarnia drużynę rycerzy,

Zasługi księcia wynoszą rozgłośnie 

I serca swoje święcą mu najszczerzéj:

Wojsko go królem nazywa donośnie,

I coraz daléj te okrzyki szerzy,

I jedno hasło pod niebiosa bije:

„W bój za Alfonsa! Król Alfons niech żyje!“

(...)

Zwycięża Alfons — milkną gwarne szumy, 

Wojsko trofea i łupy zdobywa:

Legły rozbite Maurytanów tłumy,

Trzy dni król wielki w polu wypoczywa.

I na swéj białéj tarczy, pełen dumy.

By pamięć chwały pozostała żywa,

Jak w liczbie pięciu polegli mocarze, 

Niebieskich tarczy pięć malować każe.

Na tarczach znaczą srebrników trzydzieści,

Za które Zbawca świata był sprzedany:

Tak barwny pędzel wysila się k’cześci 

Boga, co łaską swą wsparł Luzytany;

W krzyż ułożono tarcze — każda mieści 

Po pięć srebrników; — cały zaś oddany 

Będzie rachunek, gdy tarczę środkową 

Raz przeliczywszy — przeliczysz na nowo.

Około 1242 roku król Alfons III w herbie dodał zewnętrzne czerwone pole z siedmioma złotymi zamkami. W 1813 roku cały herb umieszczono na wizerunku sfery armilarnej, przyrządu astronomicznego, nawiązując do czasów wielkich podróży morskich Portugalczyków. Obecny herb został przyjęty w 1911 r.